# Hubertus Czernin
Pour les articles homonymes, voir Czernin (Poméranie-Occidentale) et Czernin.
Hubertus Czernin est un journaliste d'investigation autrichien, né le 17 janvier 1956 à Vienne où il est mort le 10 juin 2006.
Il est notamment connu pour avoir révélé le passé nazi de Kurt Waldheim, ainsi que pour sa participation à la restitution à Maria Altmann, nièce d'Adele Bloch-Bauer, de cinq tableaux de Gustav Klimt dont le Portrait d'Adele Bloch-Bauer I,.

## Carrière
Czernin a également souligné le rôle de Bruno Grimschitz (de) dans la spoliation des œuvres d'art appartenant aux Juifs autrichiens, notamment les tableaux de Klimt.
Dans le film La Femme au tableau, son personnage est joué par Daniel Brühl.